# Rothbury
Koordinaten: 55° 19′ N, 1° 55′ W

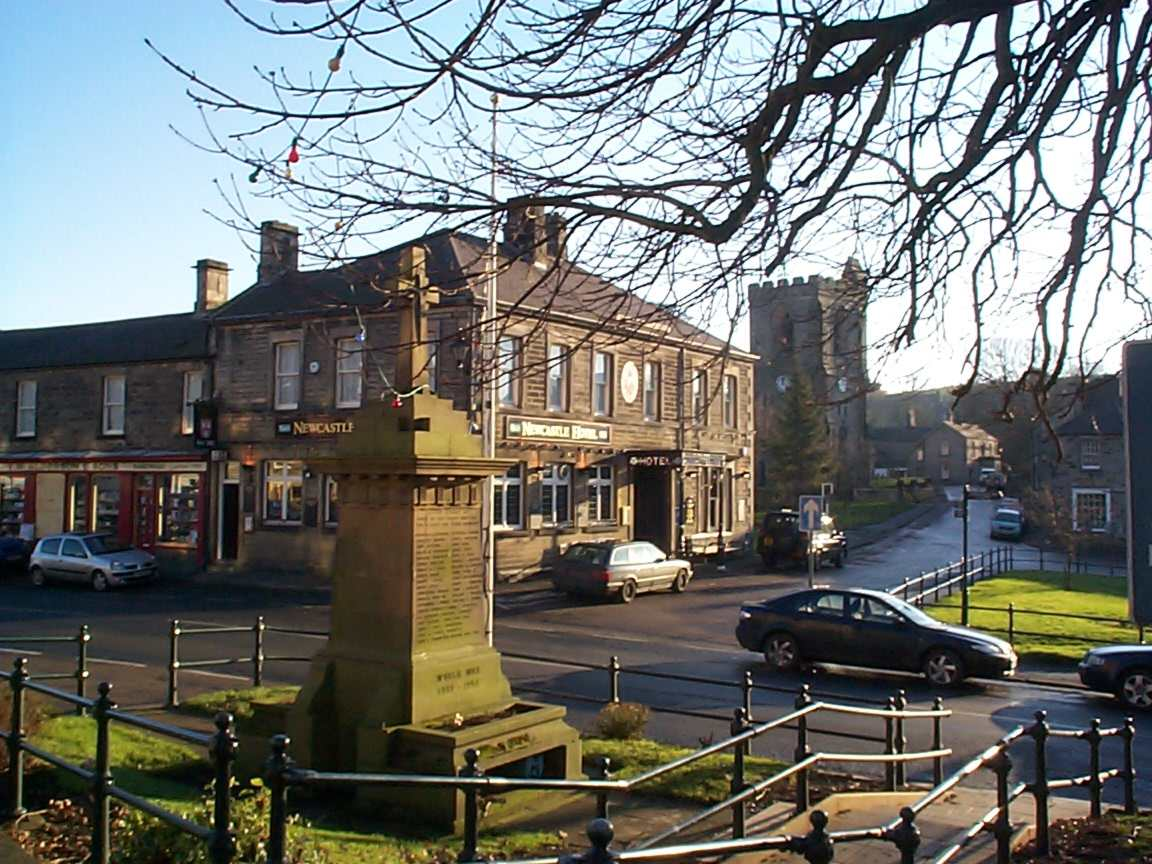
Rothbury

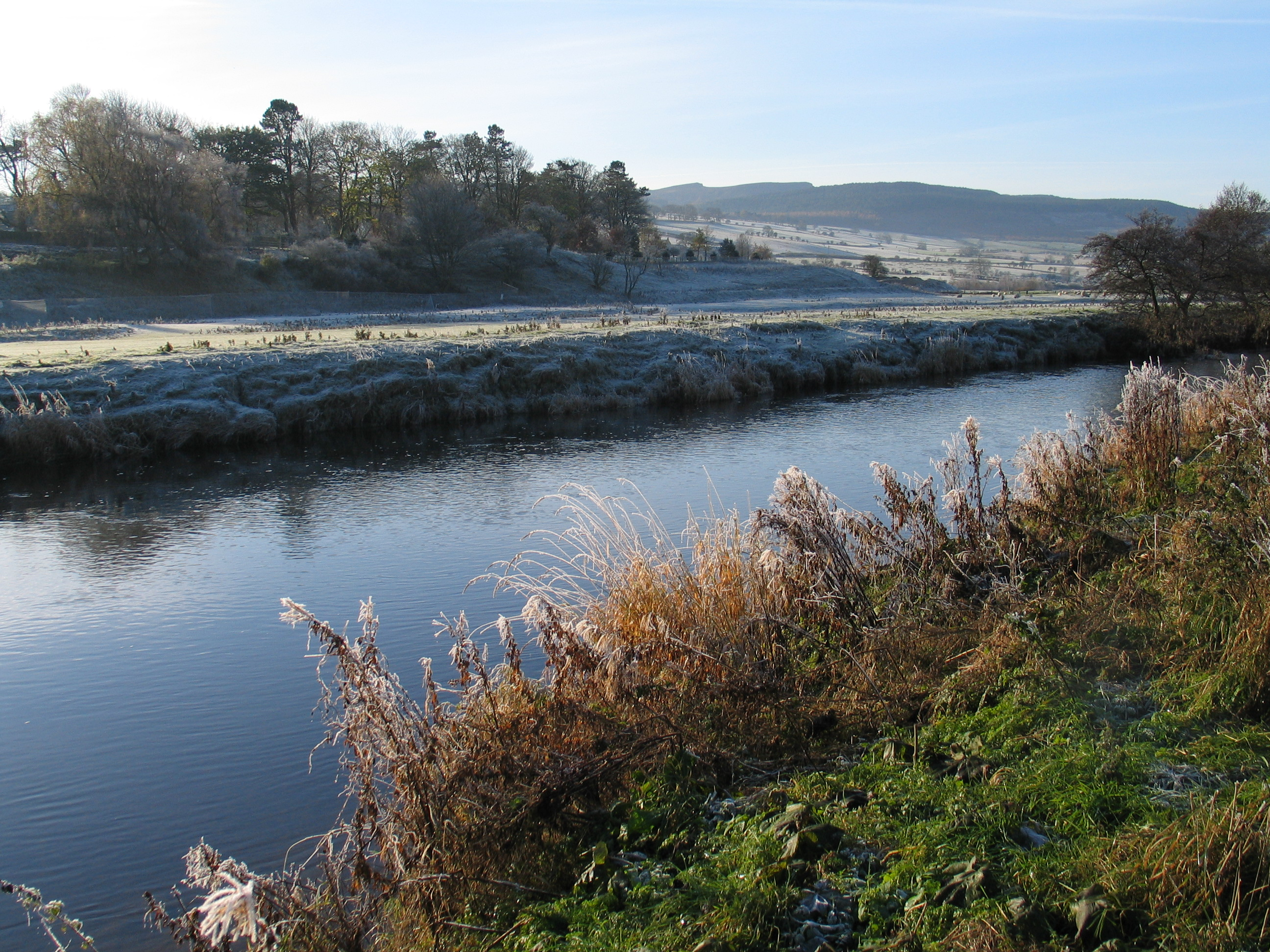
Der Coquet bei Rothbury

Rothbury ist eine Stadt in Northumberland im Norden von England. Sie liegt etwa 21 Kilometer nordwestlich von Morpeth und etwa 42 Kilometer nordnordwestlich von Newcastle upon Tyne am Coquet.

## Geschichte
Rothbury wurde um das Jahr 1100 als Routhebiria erstmals erwähnt. Aufgrund seiner günstigen Lage an einer Furt des Flusses Coquet sowie der durch den Ort führenden Zollstraßen nach Newcastle upon Tyne, Alnwick, Hexham und Morpeth wurde Rothbury früh ein Zentrum des Handels und erhielt im Jahre 1291 das Marktrecht.
Rothbury war Teil der Coquet Stop Line, einem aus Pillbox-Bunkern bestehenden Verteidigungssystem aus der Zeit des Zweiten Weltkriegs.

## Sonstiges
In und um Rothbury finden sich mehrere Bastle houses, zum Schutz vor Border Reivers befestigte Bauernhöfe.
Die Hunderasse der Bedlington Terrier war früher auch als Rothbury Terrier bekannt.

## Persönlichkeiten
Der britische Industrielle William Armstrong, Begründer des Armstrong-Whitworth-Konzerns, starb am 27. Dezember 1900 auf seinem Anwesen Cragside House bei Rothbury.